# Saša Živulović
Aleksandar Saša Živulović (* 14. April 1972 in Zaječar, SFR Jugoslawien; † 9. Februar 2023) war ein griechisch-serbischer Handballspieler.

## Karriere
Saša Živulović wurde in der jugoslawischen Stadt Zaječar geboren, wo er auch mit dem Handballspielen begann. Anschließend war er bei ZORK Jagodina und Metaloplastika Šabac aktiv. 1998 verließ er seine Heimat und schloss sich dem griechischen Klub Panellinios Athen an, mit dem er im Jahr 2000 griechischer Meister wurde. Es folgte ein weiterer Wechsel zu ASE Douka, wo er zwei weitere griechische Meistertitel gewann, ehe er 2010 seine Karriere beendete.
Im Jahr 2004 erhielt Živulović die griechische Staatsangehörigkeit und belegte mit der griechischen Nationalmannschaft bei den Olympischen Spielen 2004 in Athen den sechsten Platz. Ein Jahr später nahm er mit dem Nationalteam an der Weltmeisterschaft in Tunesien teil.
2009 begann Živulović als Jugendtrainer bei ASE Douka tätig zu sein. Von 2016 bis zu seinem Tod im Februar 2023 war er mit einer kurzen Unterbrechung Trainer beim Frauenteam von OF Nea Ionia.